# Thomas Kretschmann
Thomas Kretschmann (nascut el 8 de setembre de 1962) és un actor alemany que ha aparegut en moltes pel·lícules europees i americanes. Els seus papers destacats inclouen el tinent Hans von Witzland a Stalingrad (1993), el capità Wilm Hosenfeld a El pianista (2002), Hermann Fegelein a L'enfonsament (2004), el capità Englehorn a King Kong (2005), Major Otto Remer a Valquíria (2008), la veu del Professor Z a Cars 2 (2011), i com el periodista Jürgen Hinzpeter a A Taxi Driver (2017). També va interpretar al Baró Wolfgang von Strucker a les pel·lícules de Marvel Cinematic Universe Captain America: The Winter Soldier (2014) i Avengers: Age of Ultron  (2015).
Kretschmann ha estat nominat dues vegades al Deutscher Fernsehenpreis al millor actor. També és nominat al Premis del Cinema Europeu i al Premi Nika.

## Carrera
Als 25 anys, va començar a actuar, protagonitzant nombroses pel·lícules i sèries de televisió europees, inclosa Westerner el 1985. Després, el 1991, Kretschmann va rebre el premi Max Ophüls al millor actor jove pel seu paper a Der Mitwisser. Va continuar protagonitzant el seu primer llargmetratge, la pel·lícula de 1993 Stalingrad. Va aconseguir el reconeixement internacional pel seu paper de violador i assassí sadomasoquista Alfredo Grossi a La Sindrome di Stendhal de Dario Argento.
Tot i que és popular a la seva terra natal, Kretschmann no es va fer notar a Hollywood fins al seu paper de Hauptmann Wilm Hosenfeld a la pel·lícula 2002 de Roman Polanski El pianista. En els anys posteriors, Kretschmann ha retratat sovint oficials militars en pel·lícules sobre el Tercer Reich. A la pel·lícula de 2004 L'enfonsament, Kretschmann va interpretar a Hermann Fegelein, un coronel de les Waffen-SS i cunyat d'Eva Braun. Al thriller de 2008 Valkyrie, Kretschmann va interpretar al major Otto Ernst Remer, un oficial de la Wehrmacht que tenia una clau. paper a l'hora d'aturar el complot del 20 de juliol. Abans del càsting de Tom Cruise, s'havia considerat que Kretschmann interpretaria al Coronel Claus von Stauffenberg. Kretschmann també va interpretar a Adolf Eichmann en una pel·lícula biogràfica del 2007.
Kretschmann va fer la seva primera aparició a la televisió nord-americana el 2003 quan va protagonitzar 2 episodis de 24. Més tard també va aparèixer a Relic Hunter. El 2004, Kretschmann va interpretar al Timothy Cain, un despietat major Umbrella a Resident Evil: Apocalypse. El mateix any, va aparèixer a la pel·lícula francesa Immortel, ad vitam amb Linda Hardy. La pel·lícula va destacar pel seu ús d'un backlot digital i la interacció entre Generada per ordinador personatges i actors reals. El 2005, Kretschmann va guanyar un paper al remake de Peter Jackson de King Kong, on va tornar a treballar amb Adrien Brody, amb qui havia protagonitzat El pianista.
L'any següent, Kretschmann va començar a guanyar elogis pel seu paper a Rohtenburg. Un thriller psicològic, la pel·lícula protagonitza Keri Russell i es va inspirar en el cas de canibalisme d'Armin Meiwes. El seu llançament estava programat per al març de 2006 a Alemanya, però la seva projecció està sota mandat judicial després que Meiwes demanés amb èxit per prohibir-lo per infracció dels seus drets de la personalitat. Al XXXIX Festival Internacional de Cinema Fantàstic de Catalunya de 2006, Kretschmann va compartir el premi al Millor Actor per la seva interpretació en aquesta pel·lícula amb el seu company Thomas Huber. Kretschmann també va compartir el millor actor amb Huber al Festival Internacional de Cinema Fantàstic de Puchon de 2007.
El 2008 Kretschmann va ser contractat per al paper de Johann Krauss a Hellboy II: L'exèrcit daurat de Guillermo del Toro. No obstant això, després de diversos assajos, del Toro va decidir que la veu de Kretschmann i el so mecànic FX al vestit de Johann no encaixaven bé, així que la part va ser a Seth MacFarlane. Aquest mateix any va aparèixer al thriller d'acció Wanted, al costat d'Angelina Jolie, Morgan Freeman i James McAvoy.

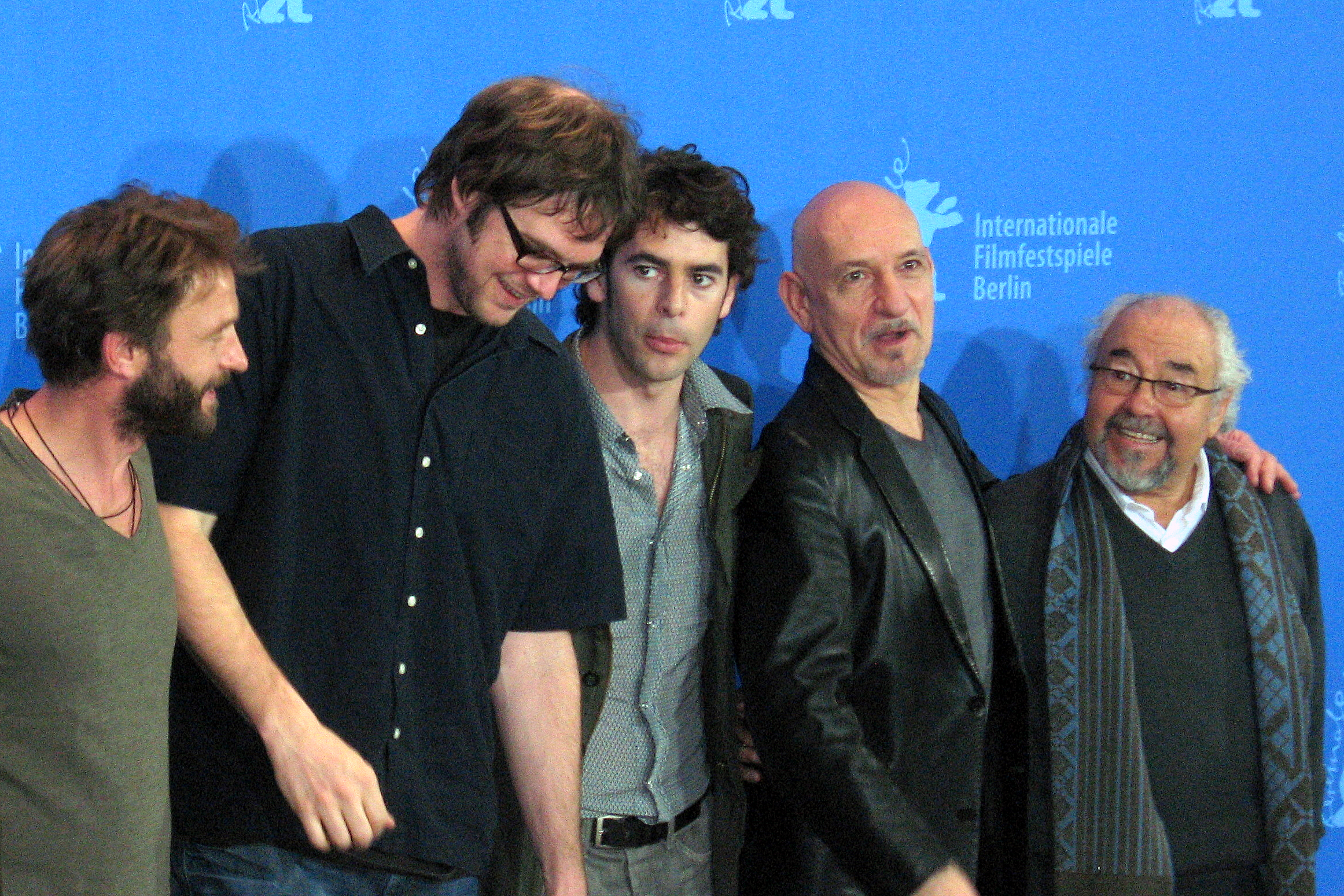
Thomas Kretschmann (extrem esquerre) en una conferència de premsa per a la pel·lícula Transsiberià, 2008

L'any 2009 Kretschmann va ser una estrella convidada a la sèrie dramàtica de ciència-ficció estatunidenca FlashForward, així com una part secundària important del biopic britànic The Young Victoria com el rei Leopold I de Bèlgica. Aquesta pel·lícula també va rebre tres nominacions als Premis Oscar l'any 2010 per al Millor Direcció d'Art, Maquillatge i va guanyar el Disseny de vestuari.
L'any següent va tornar a Alemanya, com a protagonista convidat a la comèdia romàntica Zweiohrküken. Kretschmann es va traslladar a Malàisia a l'estiu per rodar les seves escenes per al biopic alemany Dschungelkind basat en el best-seller homònim de Sabine Kuegler. La pel·lícula es va estrenar a principis de 2011. Walt Disney Pictures va confirmar el novembre de 2010, que Kretschmann protagonitzaria un dels talents de veu a la pel·lícula de Pixar Cars 2. La pel·lícula es va estrenar als Estats Units el 24 de juny de 2011, al Regne Unit el 22 de juliol i a Alemanya el 28 de juliol.
Kretschmann va signar un contracte de diverses pel·lícules amb Marvel Studios per interpretar a Baron Wolfgang von Strucker, i va aparèixer per primera vegada com a personatge en una escena posterior als crèdits de la pel·lícula del 2014 Captain America: The Winter Soldier. Va tenir un paper més important com a personatge a la pel·lícula del 2015 Avengers: Age of Ultron.
Kretschmann sovint torna a gravar les seves pròpies parts per als doblatges alemanys dels seus papers a la pantalla. A part d'actuar, Kretschmann també ha treballat com a model de moda, incloent un període com a cara d'un perfum d'Hugo Boss.

## Filmografia
| Anyr | Títol                                                    | Paper                             | Llengua        | Altres notes                                                                                                 |
| ---- | -------------------------------------------------------- | --------------------------------- | -------------- | --- |
| 1989 | Der Mitwisser                                            | Paul                              | Alemany        | Telefilm Max Ophüls Prize for Best Young Actor                                                               |
| 1992 | Shining Through                                          | Man At Zurich Station             | Anglès         | |
| 1992 | Krigerens hjerte                                         | Lieutenant Maximillian Luedt      | Noruec         | |
| 1993 | Stalingrad                                               | Leutnant Hans Von Witzland        | Alemany        | |
| 1993 | Die Ratte                                                | Sven                              | Alemany        | |
| 1994 | La reina Margot                                          | Nançay                            | Francès        | |
| 1995 | Derrick                                                  | The Husband of The Murderess      | Alemany        | Sèrie de televisió; temporada 22, episodi 4: Teestunde mit einer Mörderin                                    |
| 1995 | Ich liebe den Mann meiner Tochter                        | Michael                           | Alemany        | Telefilm |
| 1996 | La Sindrome di Stendhal                                  | Alfredo Grossi                    | Italià         | |
| 1996 | Marciando nel buio                                       | Gianni Tricarico                  | Italià         | |
| 1997 | Refuge                                                   | Santos                            | Alemany        | Telefilm |
| 1997 | Prince Valiant                                           | Thagnar                           | Anglès         | |
| 1998 | Ms. Diamond                                              | Tim Kaiser                        | Alemany        | Telefilm |
| 1999 | Esther: The Bible                                        | Rei Ahasuerus de Pèrsia           | Anglès         | Telefilm |
| 1999 | Der Solist                                               | Philip Lanart                     | Alemany        | Sèrie de televisió, 4 episodis 1999–2003                                                                     |
| 2000 | U-571                                                    | Kapitänleutnant Günther Wassner   | Anglès         | |
| 2001 | Hostile Takeover                                         | Robert Fernau                     | Alemany        | |
| 2001 | The Knights of the Quest                                 | Vanni Delle Rondini               | Anglès         | |
| 2002 | Blade II                                                 | Eli Damaskinos                    | Anglès         | |
| 2002 | El pianista                                              | Hauptmann Wilm Hosenfeld          | Anglès         | |
| 2003 | 24                                                       | Max                               | Anglès         | episodis: "Day 2: 6:00 a.m.–7:00 a.m." & "Day 2: 7:00 a.m.–8:00 a.m."                                        |
| 2004 | In Enemy Hands                                           | First Watch Officer Ludwig Cremer | Anglès         | |
| 2004 | Immortel, ad vitam                                       | Nikopol                           | Francès Anglès | |
| 2004 | L'enfonsament                                            | SS-Gruppenführer Hermann Fegelein | Alemany        | |
| 2004 | Resident Evil: Apocalypse                                | Major Timothy Cain                | Anglès         | |
| 2004 | The Karate Dog                                           | Gerber                            | Anglès         | Telefilm |
| 2004 | Head in the Clouds                                       | Major Franz Bietrich              | Anglès         | |
| 2004 | Frankenstein                                             | Dr. Victor Helios                 | Anglès         | Telefilm |
| 2005 | Schneeland                                               | Aron                              | Alemany        | |
| 2005 | Have No Fear: The Life of Pope John Paul II              | Joan Pau II                       | Anglès         | Telefilm |
| 2005 | King Kong                                                | Captain Englehorn                 | Anglès         | |
| 2005 | King Kong: The Video Game                                | Captain Englehorn                 | Anglès         | Video game                                                                                                   |
| 2006 | Rohtenburg                                               | Oliver Hartwin                    | Anglès         | Millor actor, Sitges 2006 (compartit amb Thomas Huber) Millor actor, PiFan 2007 (compartit amb Thomas Huber) |
| 2006 | The Celestine Prophecy                                   | Wil                               | Anglès         | |
| 2006 | 24: The Game                                             | Max                               | Anglès         | Video game                                                                                                   |
| 2007 | Next                                                     | Mr. Smith                         | Anglès         | |
| 2007 | In Transit                                               | Max                               | Anglès         | |
| 2007 | Eichmann                                                 | Adolf Eichmann                    | Anglès         | |
| 2007 | Bionic Woman                                             | The Man                           | Anglès         | Sèrie de televisió (episodi primer)                                                                          |
| 2007 | Warum Männer nicht zuhören und Frauen schlecht einparken | Paul                              | Alemany        | |
| 2008 | Wanted                                                   | Cross                             | Anglès         | |
| 2008 | Transsiberià                                             | Kolzak                            | Anglès         | |
| 2008 | Mogadischu                                               | Captain Jürgen Schumann           | Alemany        | Telefilm |
| 2008 | Der Seewol                                               | Captain Wolf Larsen               | Alemany        | Telefilm |
| 2008 | Valquíria                                                | Otto Ernst Remer                  | Anglès         | |
| 2009 | The Young Victoria                                       | Leopold I de Bèlgica              | Anglès         | |
| 2009 | King Conqueror                                           | Arquebisbe de Tarragona           | Anglès         | |
| 2009 | Wanted: Weapons of Fate                                  | Cross                             | Anglès         | Video joc |
| 2009 | FlashForward                                             | Stefan Krieger                    | Anglès         | Sèrie de televisió                                                                                           |
| 2010 | Die Grenze                                               | Maximilian Schnell                | Alemany        | Telefilm |
| 2011 | Cars 2                                                   | Professor Z                       | Anglès Alemany | Veu |
| 2011 | The Sinking of the Laconia                               | Admiral Dönitz                    | Anglès Alemany | Telefilm – BBC Productions                                                                                   |
| 2011 | Dschungelkind                                            | Klaus Kuegler                     | Alemany        | |
| 2011 | The Cape                                                 | Gregor The Great                  | Anglès         | Sèrie de televisió                                                                                           |
| 2011 | Hostel: Part III                                         | Flemming                          | Anglès         | Direct-to-DVD                                                                                                |
| 2011 | What a Man                                               | Jens                              | Alemany        | |
| 2012 | Dracula 3D                                               | Dracula                           | Anglès         | |
| 2012 | The River                                                | Captain Kurt Brynildson           | Anglès         | Sèrie de televisió                                                                                           |
| 2013 | Dracula                                                  | Abraham Van Helsing               | Anglès         | Sèrie de televisió                                                                                           |
| 2013 | Stalingrad                                               | Peter Kahn                        | Rus, Alemany   | |
| 2013 | Open Grave                                               | Lukas                             | Anglès         | |
| 2013 | The Galapagos Affair: Satan Came to Eden                 | Friedrich Ritter                  | Anglès         | Narracio/veu                                                                                                 |
| 2014 | Plastic                                                  | Marcel                            | Anglès         | |
| 2014 | United Passions                                          | Horst Dassler                     | Anglès         | |
| 2014 | Captain America: The Winter Soldier                      | Baron Wolfgang von Strucker       | Anglès         | Cameo sense acreditar                                                                                        |
| 2015 | Avengers: Age of Ultron                                  | Baron Wolfgang von Strucker       | Anglès         | |
| 2015 | Hitman: Agent 47                                         | Le Clerq                          | Anglès         | |
| 2015 | Spectre                                                  | Hannes Oberhauser                 | Anglès         | Només fotografia                                                                                             |
| 2016 | Whiskey Tango Foxtrot                                    | Airplane Passenger                | Anglès         | |
| 2016 | Central Intelligence                                     | The Buyer                         | Anglès         | |
| 2016 | Stratton                                                 | Grigory Barovsky                  | Anglès         | |
| 2017 | The Blue Mauritius                                       | Holtz                             | Anglès         | |
| 2017 | The Saint                                                | Rayt Marius                       | Anglès         | |
| 2017 | Jungle                                                   | Karl                              | Anglès         | |
| 2017 | A Taxi Driver                                            | Jürgen Hinzpeter / Peter          | Korean Alemany | |
| 2017 | Berlin Station                                           | Otto Ganz                         | Anglès         | Sèrie de televisió                                                                                           |
| 2018 | Dragged Across Concrete                                  | Lorentz Vogelmann                 | Anglès         | |
| 2018 | Vent de llibertat                                        | Oberstleutnant Seidel             | Alemany        | |
| 2018 | Lore                                                     | Inspector Georg Reingruber        | Anglès         | TV series |
| 2018 | Discarnate                                               | Dr. Andre Mason                   | Anglès         | |
| 2019 | Project Blue Book                                        | Wernher von Braun                 | Anglès         | Sèrie de televisió                                                                                           |
| 2020 | Waiting for Anya                                         | Nazi Corporal                     | Alemany        | |
| 2020 | Westworld                                                | Gerald                            | Anglès         | Sèrie de televisió                                                                                           |
| 2020 | Das Boot                                                 | Friedrich Berger                  | Alemany        | Sèrie de televisió                                                                                           |
| 2020 | Penny Dreadful: City of Angels                           | Hoss                              | Anglès         | Sèrie de televisió                                                                                           |
| 2020 | Greyhound                                                | Captain of The U-Boat Grey Wolf   | Anglès         | |
| 2021 | American Traitor: The Trial of Axis Sally                | Joseph Goebbels                   | Anglès         | |
| 2021 | Biohackers                                               | Baron Von Fürstenberg             | Alemany        | Sèrie de televisió, temporada 2                                                                              |
| 2023 | Infinity Pool                                            | Detective Thresh                  | Anglès         | |
| 2023 | Last Sentinel                                            | Sergeant Hendrich                 | Anglès         | |
| 2023 | Indiana Jones and the Dial of Destiny                    | Colonel Weber                     | Anglès         | |
| 2023 | Gran Turismo                                             | Patrice Capa                      | Anglès         | |
| 2023 | Deliver Us                                               | Father Saul                       | Anglès         | |
| 2024 | American Star                                            |                                   | Anglès         | |
| 2024 | Upgraded                                                 |                                   | Anglès         | |

## Premis
- Millor actor jove (Der Mitwisser), Max Ophüls Festival, 1991
- Millor actor (Rohtenburg), Festival Internacional de Cinema de Catalunya, 2006
- Millor actor (Rohtenburg), Festival Internacional de Cinema Fantàstic de Bucheon, 2007